# Хаїнський Вадим Вікторович
Вадим Вікторович Хаїнський (нар. у селі Вишнів, Волинська область, Україна) — український режисер, актор театру ляльок, педагог, театральний менеджер. В.о. директора-художнього керівника Волинського академічного обласного театру ляльок із 2023 року.

## Біографія
Вадим Хаїнський народився у селі Вишнів на Волині. Навчався у Куснищанській загальноосвітній школі І–ІІІ ступенів.
Освіту здобув у:
- Волинському училищі культури і мистецтв імені Ігоря Стравінського (режисер видовищно-театралізованих заходів, організатор культурно-дозвіллєвої діяльності);
- Рівненському державному гуманітарному університеті (режисер драматичного театру, викладач);
- Волинському національному університеті імені Лесі Українки (менеджмент організацій).

## Кар'єра
Професійну діяльність розпочав у грудні 2013 року методистом у Палаці культури міста Луцька. У 2015 році створив дитячу театральну студію «Бешкетники», яка у 2019 році отримала звання «Зразковий аматорський колектив». Хаїнський був керівником, педагогом і режисером студії до 2023 року.
У 2015–2019 роках працював артистом Волинського академічного обласного театру ляльок. У 2019 році приєднався до складу акторів незалежного театру «Гармидер». Паралельно із жовтня 2019 по лютий 2021 року обіймав посаду режисера театралізованих заходів і свят у Палаці культури Луцька, де у 2020 році заснував медіа-студію Lux.TV.
У 2021 році став арт-директором ВОГО «Перспективи Волині».
У 2022 році організував арт-майстерню «Діти слухають казки» для дітей-переселенців у Луцьку під час повномасштабного вторгнення РФ.
У 2023 році призначений директором-художнім керівником Волинського академічного обласного театру ляльок.

## Творчість і підхід
Вадим Хаїнський акцентує увагу на поєднанні традиційного та сучасного підходів у театральному мистецтві, підтримці дітей та розвитку нових культурних просторів. Вважає важливим не тільки створення сучасних вистав, а й збереження ляльок та старих постановок як елементу культурної пам'яті театру.
У 2015 році Вадим Хаїнський на базі Палацу культури міста Луцька організував дитячу театральну студію «Бешкетники», якій у 2019 році присвоєно звання «Зразковий аматорський колектив».
У 2022 році заснував арт-майстерню «Діти слухають казки» для дітей внутрішньо переміщених осіб і місцевої громади, де проводить театральні заняття і творчі майстер-класи. Проєкт підтримується в рамках культурних ініціатив міста Луцька.{{Cite web |url=(https://kultura.rayon.in.ua/topics/537821-kulturni-khabi-u-viyni-lutskiy-aktor-stvoriv-atr-maysternyu-dlya-ditey-pereselentsiv) |title=Культурні хаби у війні: луцький актор створив арт-майстерню для дітей-переселенців |date=2022-10-26 |publisher=Культура.Район

## Нагороди та досягнення
- Присвоєння театральній студії «Бешкетники» звання «Зразковий аматорський колектив»(2019)— за високий рівень виконавської майстерності, активну творчу діяльність та значні досягнення у сфері театрального мистецтва під керівництвом Вадима Хаїнського.[(https://culture.lutsk.ua/photogallery/1501-teatralnij-studiji-beshketnyky-prysvojeno-zvannya-zrazkovyj-kolektyv) Театральній студії «Бешкетники» присвоєно звання «Зразковий колектив»]. Палац культури міста Луцька. 2 травня 2019. Процитовано 26 квітня 2025.

- Лауреат ІІ премії на Всеукраїнському конкурсі виконавців художнього слова імені Лесі Українки (2021) — в рамках Міжнародного свята літератури і мистецтв «Лесині джерела» в місті Новоград-Волинський (тепер Звягель).[(https://nlu.org.ua/storage/files/Infocentr/Mitsi_Ukraini_laureati_mizhnarodnih_konkursiv/2021/Premii2021.pdf) Лауреати конкурсу імені Лесі Українки, 2021]. Національна бібліотека України для дітей. 2021. Процитовано 26 квітня 2025.

- Стипендія Президента України для молодих майстрів народного мистецтва (2024). [(https://volyn.tabloyid.com/zhittia/vidomiy-luchanin-otrimav-stipendiyu-prezidenta-ukraini) Відомий лучанин отримав стипендію Президента України // Таблоїд Волині]